# Răzvan Dâlbea
Răzvan Ionuț Dâlbea (sinh ngày 8 tháng 10 năm 1981) là một cầu thủ bóng đá người România hiện tại thi đấu cho Hermannstadt.

## Sự nghiệp
Dâlbea được mua vào năm 2006 bởi Unirea Alba Iulia từ Tricolorul Breaza.